# Werner Liersch
Werner Liersch (* 23. September 1932 in Berlin; † 23. August 2014 ebenda) war ein deutscher Journalist, Schriftsteller und Literaturwissenschaftler.

## Leben
Werner Liersch wuchs in Berlin auf, wo er eine Ausbildung zum Werkzeugmacher absolvierte. Sein Studium der Germanistik an der Humboldt-Universität zu Berlin von 1953 bis 1957 schloss er mit einem Diplom für Germanistik ab. Anschließend war er als Verlagslektor und Redakteur tätig. Von 1987 bis 1990 war er Mitglied der Jury des Ingeborg-Bachmann-Wettbewerbs in Klagenfurt. Von 1990 bis 1992 war er Chefredakteur der Zeitschrift neue deutsche literatur.
Werner Liersch war Verfasser von erzählerischen und biografischen Werken sowie von Radio-Features vorwiegend zu Themen aus der deutschen Literaturgeschichte; daneben war er als Herausgeber von Anthologien tätig.
Werner Liersch gehörte seit 1963 dem Schriftstellerverband der DDR und seit 1982 dem PEN-Zentrum der DDR an. Später war er Mitglied des Verbands Deutscher Schriftsteller und des PEN-Zentrums Deutschland.
Liersch setzte sich gemeinsam mit der Schriftstellerin Sabine Lange für die Aufarbeitung der Stasivergangenheit in der Hans-Fallada-Gesellschaft ein. 2004 gründeten sie zusammen mit anderen Fallada-Forschern das Internationale Fallada-Forum.
Im Juni 2008 machte er auf Ungereimtheiten in der Biografie von Erwin Strittmatter aufmerksam.
Liersch starb im August 2014 in seiner Berliner Wohnung an Altersschwäche.

## Ehrungen
- 1982: Heinrich-Mann-Preis
- 1993: Alfred-Kerr-Preis

## Werke (Auswahl)
Als Autor
- Hans Fallada. Sein großes kleines Leben; Biographie. Rowohlt, Reinbek 1997, ISBN 3-499-13675-9 (Nachdr. d. Ausg. Berlin 1981).
- Die Liedermacher und die Niedermacher. Etwas Umgang mit Literatur. Mitteldeutscher Verlag, Halle/Saale 1982.
- Dichters Ort. ein literarischer Reiseführer. 2. Aufl. Greifen-Verlag, Rudolstadt 1987, ISBN 3-7352-0092-3.
- Eine Tötung im Angesicht des Herrn Goethe. ein deutscher Reiseroman. Verlag Neues Leben, Berlin 1989, ISBN 3-355-00965-2.
- Eine schöne Liebe. Roman. Claassen, Düsseldorf 1991, ISBN 3-546-46089-8.
- Hans Fallada – damals bei uns zu Haus. Orte seines Lebens. Edition Libresso, Berlin 1994, ISBN 3-546-00048-X (LiteraTours; 1).
- Ein gewisses Quantum Mumpitz. Anekdoten von Theodor Fontane. Eulenspiegel-Verlag, Berlin 1998, ISBN 3-359-00953-3.
- Goethes Doppelgänger. Die geheime Geschichte des Dr. Riemer. Aufbau-Taschenbuchverlag, Berlin 1999, ISBN 3-7466-1748-0.
- Lange Sekunde Erinnerung. Orts- & Zeitansichten. Chemnitzer Verlag, Chemnitz 1999, ISBN 3-928678-48-5.
- Das romantische Gebirge. Auf alten Wegen durch die Sächsische Schweiz. Chemnitzer Verlag, Chemnitz 2001, ISBN 3-928678-68-X.
- Dichterland Brandenburg. Literarische Streifzüge zwischen Havel und Oder. Artemis & Winkler, Düsseldorf 2004, ISBN 3-538-07199-3; erweiterte Neuausgabe: Verlag für Berlin-Brandenburg, Berlin 2012, ISBN 978-3-942476-27-0; bearbeitete Neuausgabe, ebenda, Berlin 2018, ISBN 978-3-947215-17-1.
- Geschichten aus dem Antiquariat. Faber & Faber, Leipzig 2004, ISBN 3-936618-32-1.
- Fallada. Der Büchersammler, der Literaturkritiker, der Photographierte, der Mißbrauchte. Edition Individuell, Schöneiche bei Berlin 2005, ISBN 3-935552-12-2.

Als Herausgeber
- Der Roman zwischen Klassik und kritischem Realismus. Texte aus zeitgenössischer Theorie und Kritik. Verlag Sprache und Literatur, Halle/Saale 1963.
- 19 westdeutsche Erzähler. Verlag Volk und Welt, Berlin 1964 (Erkundungen).
- Die unmögliche Tatsache. Deutsche Poeten, heiter bis undsoweiter. Mitteldeutscher Verlag, Halle/Saale 1967.
- Erfahrungen. Halle/Saale 1969 (zusammen mit Harald Korall).
- Stücke aus der BRD. Martin Luther & Thomas Münzer oder die Einführung der Buchhaltung. Mitteldeutscher Verlag, Berlin 1976.
- Helmut Qualtinger: Im Prater blühn wieder die Bäume. Satiren. Verlag Volk und Welt, Berlin 1977.
- 24 Erzähler aus der BRD und Westberlin Verlag Volk und Welt, Berlin 1977 (Erkundungen).
- Günter de Bruyn: Prosa, Essay, Biographie. Mitteldeutscher Verlag, Halle/Saale 1979.
- Willibald Alexis: Das Gelöbnis der drei Diebe. Kriminalfälle des Neuen Pitaval. Verlag das Neue Berlin, Berlin 1981.
- Fisch mit Parmesan. Rezepte aus dem Goethe-Haus. Chemnitzer Verlag, Chemnitz 1991, ISBN 3-928678-05-1.
- Willibald Alexis: Hexen, Räuber und Magister. Ein preußischer Pitaval. Verlag das Neue Berlin, Berlin 1997, ISBN 3-359-00871-5.
- Die Kraft der Empfindlichkeit. Essays 1949 bis 1990. Faber & Faber, Leipzig 1998, ISBN 3-928660-97-7.

Als Übersetzer
- Alexandre Dumas: Tausend-und-ein Gespenst. Edition Reiher, Berlin 1991, ISBN 3-910163-88-2.